# Otocepheus orangutan
Otocepheus orangutan är en kvalsterart som beskrevs av Sandór Mahunka 2000. Otocepheus orangutan ingår i släktet Otocepheus och familjen Otocepheidae. Inga underarter finns listade i Catalogue of Life.